# Криптокария белая
Криптокария белая (лат. Cryptocarya alba) — растение семейства Лавровые, вид рода Криптокария. 
Произрастает в глубоких ущельях и на влажных участках тенистых склонов гор Центрального Чили, на высотах до 500-2000 м над уровнем моря, между 32 и 40 градусами южной широты. В этих районах период засухи длится до семи месяцев в году.

## Биологическое описание
Это вечнозелёное дерево до 20 м высотой и до 1 м диаметром с осыпающейся серой корой. Листья кожистые, покрытые толстой кутикулой, слегка волнистые 2,5-8,5 см длиной, простые, с супротивным листорасположением и характерным ароматом.
Плод костянковидный.

## Использование
Плоды криптокарии белой съедобны.